# Криптозой
Криптозойський супереон, криптозой (рос. Криптозой, нім. Kryptozoikum n) — докембрій, найбільший відрізок геологічної історії розвитку земної кори від виникнення перших геологічних формацій до початку фанерозою.
Почався понад 4,6 млрд років тому, тривав близько 4 млрд років. Поділяється на архей, протерозой і гадей. Протягом криптозою відбулися значні деформації земної кори. Відклади, що сформувались в цей період, складають фундамент давніх платформ і виходять на поверхню в межах кристалічних щитів, зокрема Українського щита. З ними пов'язані родовища залізних, марганцевих, поліметалевих та інших руд, граніту, будівельного каменю тощо.
Докембрійські товщі позбавлені явних залишків скелетної фауни. Протягом криптозою відбулися значні деформації земної кори. Відклади, що сформувались у цей період, складають фундамент давніх платформ і виходять на поверхню в межах кристалічних щитів, зокрема Українського щита. З ними пов'язані родовища залізних, марганцевих, поліметалічних інших руд, граніту, будівельного каменю тощо. Виділений амер. геологом Дж. Чедвіком, який поділив всю історію Землі на 2 еони (докембрій і фанерозой).